# Margaret (magazine)
Pour les articles homonymes, voir Margaret.
Margaret (マーガレット, Māgaretto) est un magazine de prépublication de manga bimensuel publié par Shūeisha. Créé en 1963 comme un hebdomadaire, il s'agit de l'un des principaux magazines shōjo.

## Historique

### Création
Dans les années 1950 les magazines shōjo et shōnen sont généralement des publications mensuelles, mais l'arrivée de la télévision et autres divertissements de masse dans les ménages japonais pousse les éditeurs de magazines à revoir leur stratégie : ils abandonnent les publications mensuelles pour des publications hebdomadaires. Ce mouvement touche d'abord les magazines shōnen tout à la fin de la décennie, puis les magazines shōjo au début des années 1960. Shūeisha arrête ainsi la publication du mensuel Shōjo Book en 1963.
Le premier numéro de Shūkan Margaret est lancé en avril 1963. L'hebdomadaire est conçu pour remplacer Shōjo Book en visant un lectorat plus âgé que celui d'un autre magazine shōjo de Shūeisha : Ribon. Le magazine Shūkan Shōjo Friend de Kōdansha, lancé en 1962, est alors le principal concurrent de Shūkan Margaret. Pour occuper le marché Shūeisha décide de tirer le premier numéro Shūkan Margaret à 650 000 copies — contre les 282 000 copies de Shūkan Shōjo Friend — et les distribue gratuitement.
Shūkan Margaret démarre comme un magazine shōjo généraliste et met en avant le rêve du mode de vie occidental. Il publie ainsi des mangas, des histoires illustrées ainsi que des articles sur des célébrités occidentales comme Caroline Kennedy, Anne Frank ou encore les Petits Chanteurs de Vienne. Le magazine est constitué alors d'environ 180 pages — 200-220 pages pour les numéros spéciaux ou doubles —, dont environ 30 % sont consacrées au manga. Les mangas font 15 pages — 14 pages plus un frontispice — et près de 50% des mangakas sont alors des femmes.

### Décennie 1960
Le premier changement notable de la ligne éditoriale se produit à partir de 1964 : le magazine diminue peu à peu le contenu consacré au monde occidental pour mettre en avant du contenu sur des thématiques japonaises.
La taille du magazine augmente au fil des ans pour atteindre environ 240 pages — 280-300 pour les numéros spéciaux ou doubles — en 1970. Ce changement s'accompagne d'une augmentation de la part du manga dans le magazine. La taille des one shots augmente sensiblement au fil des années, avec une trentaine de pages en moyenne, avec un maximum de 50 pages. Les chapitres de série augmentent eux aussi en taille, avec environ 22 pages.
L'augmentation du nombre de manga provoque un afflux de nouvelles autrices, et la part des femmes parmi les mangakas du magazine dépasse les 90% en 1969. Le lectorat vieillit avec le magazine, aussi Shūeisha démarre en 1968 le magazine Shūkan Seventeen pour un lectorat shōjo plus âges que celui de Shūkan Margaret : les autrices présentes dès 1963, telles que Masako Watanabe, Hideko Mizuno ou Miyako Maki migrent alors elles aussi vers ce magazine.
Les thématiques abordées par les mangas se diversifient : les drames familiaux du début laissent place aux comédies, aux comédies romantiques inspirées du cinéma hollywoodien, aux thrillers et à l'horreur. Le succès de l'équipe japonaise de volley-ball féminin aux jeux olympiques d'été de 1964 provoque une montée en popularité des mangas consacrés au sport : la mangaka Chikako Urano du magazine devient l'autrice la plus en vue dans le domaine avec son titre Les Attaquantes.
Mais Yoshiko Nishitani initie en 1965 le genre de la romance lycéenne avec des mangas comme Mary Lou et Lemon to Sakuranbo. Ce genre devient rapidement le genre principal du shōjo manga. En conséquence les articles de nature éducationnelle disparaissent du magazine et sont remplacés par des articles consacrés à la beauté et à la mode, ou encore par des conseils pratiques pour séduire les garçons.
Les articles consacrés à l'actualité restent par contre en place : ils traitent de sujets divers, des accidents de la route à la guerre du Viêt Nam. Ces articles ont la spécificité d'adopter le point de vue des jeunes filles — à l'image du lectorat — et de véhiculer des messages anti-guerre. Les mangas du magazine s'inspirent ouvertement de ces évènements, par exemple Keiko Oka dessine en 1967 Umi wo mamoru 36-nin no tenshi basé sur la noyade de 36 collégiennes de l'école Kyōhoku-Chūgakkō en 1955.
Sūkan Margaret devient lors de la décennie le magazine shōjo le plus populaire : son tirage dépasse celui de son principal concurrent Shūkan Shōjo Friend et le magazine atteint son pic de popularité en 1969 avec 1 170 000 exemplaires publié en 1969. Il est à cette époque le seul hebdomadaire à dépasser le million d'exemplaire avec le magazine shōnen Weekly Shōnen Jump, lui aussi publié par Shūeisha.

## Identité du magazine
Au lancement de Shūkan Margaret, la couverture est illustrée par une photographie de fillettes en page pleine. Initialement les fillettes en couvertures sont toutes d'origine caucasienne, conformément au rêve occidental des jeunes filles japonaises de l'époque. Mais le magazine décide en 1964 de se recentrer sur le les thématiques japonaises : ce changement se reflète sur les couvertures, qui emploient de plus en plus des jeunes mannequins japonaises plutôt que caucasiennes.
Des illustrations tirées de mangas apparaissent sporadiquement à partir de la seconde moitié des années 1960 : leur fréquence augmente au fur et à mesure que l'importance du manga augmente au sein du magazine. Elles deviennent la norme au tout début des années 1970 alors que le magazine devient consacré au manga.

### Margaret-chan
Au sortir de la Seconde Guerre mondiale, la plupart des magazines du Japon se dotent de personnages mascottes, qui apparaissent régulièrement dans de courts mangas humoristiques, à l'image de Sazae-san pour le quotidien Asahi Shinbun.
Tokuo Yokota, ancien locataire de l'appartement Tokiwasō et mangaka spécialisé dans les titres humoristiques et éducatifs, est recruté par Shūeisha pour créer la mascotte de Sūkan Margaret, Margaret-chan (マーガレットちゃん). La petite fille blonde à la robe rose apparaît ainsi dans les pages du magazine à partir du premier numéro en 1963, ceci jusqu'en 1971. Il s'agit de l'une des œuvres majeures de l'auteur.
En 2020, un stèle-monument est créée à l'effigie de Margaret-chan sur l'ancien emplacement du Tokiwasō.

## Suppléments et hors-série

### Bessatsu Margaret
Bessatsu Margaret (別冊マーガレット) est un magazine supplément à Margaret. Il est lancé en décembre 1963.

### Deluxe MargaretetBessatsu Margaret sister
Deluxe Margaret (デラックスマーガレット) est un hors-série publié depuis 1967. D'abord publié au rythme de 4 numéros par an, il devient un bimestriel en 1978. L'objectif initial du magazine est de publier des histoires courtes de jeunes autrices débutantes, toutefois à partir des années 2000 il commence à publier des chapitres hors-série des séries populaires de Shūeisha.
Le magazine rencontre des difficultés et lors du premier numéro 2009 une importante refonte visuelle et éditoriale a lieu : le logo change de design et le magazine s'appuie sur les séries à succès du moment telles que Strobe Edge, Lovely Complex ou encore Sawako. Mais cette refonte n'est pas suffisante et le magazine renaît en septembre 2010 sous le nom de Bessatsu Margaret sister (別冊マーガレット sister), qui est alors publié à un rythme irrégulier.

### Petit Margaret
Avec le succès des mangakas du Groupe de l'an 24 provoque un « boom du shōjo ». De nombreux éditeurs en profitent pour créer de nouveaux magazines shōjo. Dans ce contexte Shūeisha lance ainsi le hors-série Petit Margaret (プチ マーガレット) en 1976.
En 1978, le magazine fusionne avec RibonDX, un hors-série du magazine Ribon, pour former le magazine Bouquet (ぶ〜け).

### The Margaret
The Margaret (ザ マーガレット) est un supplément lancé en 1982. En 2009 il absorbe le magazine Cookie BOX, hors-série du magazine Cookie spécialisé en histoires courtes ou séries d'autrices vétéran.

## Éditions de manga

### Margaret Comics

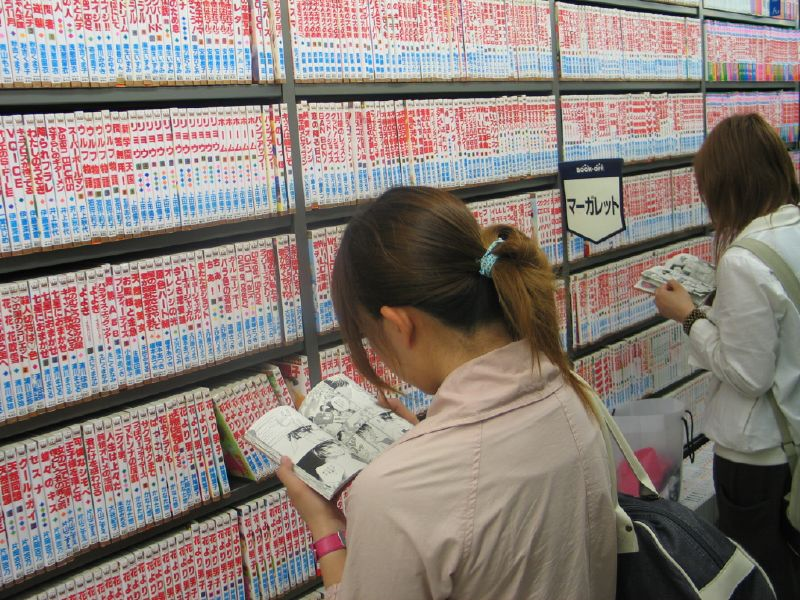
Rayonnage de mangas de la collection Margaret Comics, dans une librairie japonaise.

Shūeisha lance en janvier 1968 la collection de mangas au format tankōbon nommée Margaret Comics (MC). Trois titres sont ainsi publiés le 5 janvier 1968 :
- MC1 : Mary Lou (マリイ♥ルウ?) par Yoshiko Nishitani[17] ;
- MC2 : Heidi (ハイジ?) par Masako Watanabe[18] ;
- MC3 : Sutekina Kora (すてきなコーラ?) par Hideko Mizuno[19].

Cette collection regroupe principalement les mangas qui ont été pré-publiés dans les magazines Margaret et Bessatsu Margaret. Avant cette collection, les mangas de ces magazines n'étaient pas publiés au format tankōbon, et seule une petite partie des mangas ainsi pré-publiés avant 1968 ont été publiés dans la collection. Pour cette raison de nombreux mangas pré-publiés dans les premières années de ces magazines sont ainsi perdus à cause de la perte et de la détérioration des magazines.